# Expedició 12
L'Expedició 12 va ser la dotzena estada de llarga durada a l'Estació Espacial Internacional, enlairada des del Kazakhstan utilitzant la nau russa Soiuz TMA-7. La tripulació va aterrar al Kazakhstan el 8 d'abril de 2006 amb l'afegiment del primer astronauta brasiler, Marcos Pontes.
L'emprenador americà Gregory Olsen es va enlairar en una nau Soiuz TMA-7 i va tornar amb l'Expedició 11 en una nau Soiuz TMA-6 l'11 d'octubre de 2005 convertint-se així en el tercer turista espacial.

## Tripulació
| Posició           | Astronauta                                       | Astronauta                                       |
| ----------------- | ------------------------------------------------ | ------------------------------------------------ |
| Comandant         | William S. McArthur, NASA Quart vol espacial     | William S. McArthur, NASA Quart vol espacial     |
| Enginyer de vol 1 | Valeri Ivànovitx Tókarev, RSA Segon vol espacial | Valeri Ivànovitx Tókarev, RSA Segon vol espacial |

## Paràmetres de la missió
- Perigeu:
- Apogeu:
- Inclinació: 51,6°
- Període:

## Objectius
Preparacions de muntatge de l'estació, mantiment i investigacions en microgravetat.

## Passeigs espacials
Hi va haver dos passeigs espacials a l'exterior de l'ISS durant l'Expedició 12. MacArthur i Tokarev van participar en les dues operacions.

### EVA 1
El primer EVA va ser el 7 de novembre de 2005 durant 5 hores i 22 minuts. Hi havia dos objectius principals, dels quals van ser completats amb èxit. El primer va ser instal·lar i configurar una nova càmera en el P1 Truss que va ser posteriorment utilitzat en la instal·lació de més segments estructurals. El segon va ser l'expulsió del Floating Potential Probe que va ser un instrument fracassat, dissneyat per mesurar la potència elèctrica de l'estació i comparar-la en el plasma de l'entorn.

### EVA 2
El segon passeig espacial va prendre lloc el 3 de febrer de 2006 i va durar 5 hores i 43 minuts. Els astronautes van expulsar un vestit espacial Orlan russ vell, anomenat SuitSat-1, que estava equipat amb un aparell de ràdio per a les transmissions a estudiants de tot el món. El vestit havia arribat al final de la seva vida útil en el 2004. També van recuperar l'experiment Biorisk, van fotografiar un sensor per un experiment de micrometeoroide, i es va deslligar l'umbilical del transportador mòbil.

## Eclipsi solar

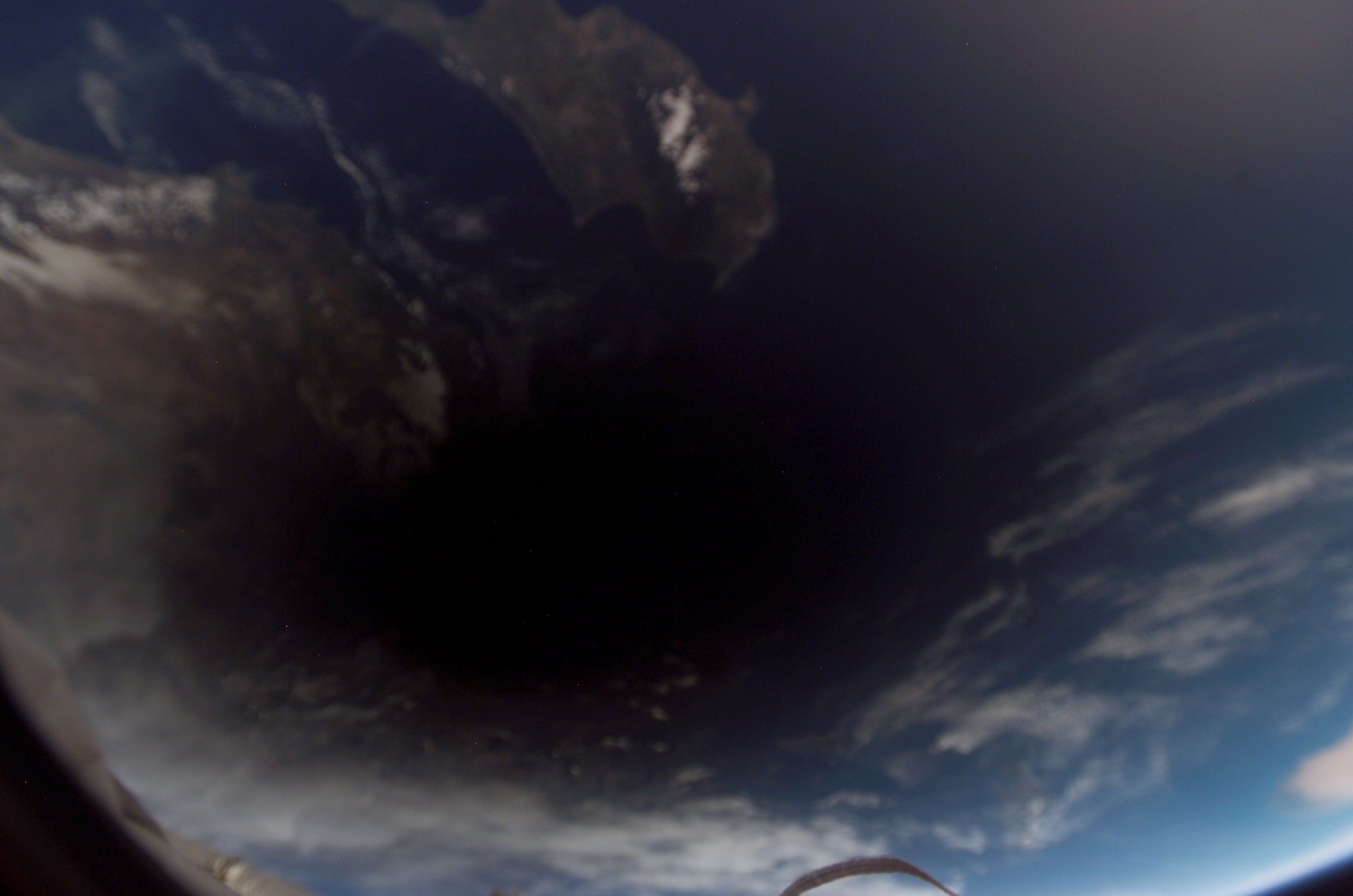
L'eclipsi solar des de l'espai el 29 de març de 2006

En el 29 de març de 2006 va tenir lloc un eclipsi solar total, i la imatge de la dreta va ser presa per la tripulació de l'Expedició 12. Mostra clarament l'ombra de la Lluna que es projecta sobre la Terra.

## Concert
Mentre que la música per despertar la tripulació és una tradició a bord de missions del transbordador espacial, la tripulació de l'ISS generalment utilitzen un rellotge despertador. Els astronautes de l'Expedició 12 van rebre un tractament especial el 3 de novembre de 2005 quan Paul McCartney va tocar el Good Day Sunshine i English Tea com a primer concert des d'enllaç de l'Arrowhead Pond a Anaheim, Califòrnia en la seva gira americana. L'esdeveniment va ser transmès en directe per la NASA TV